# TGS1
La trimetilguanosina sintasa (TGS1) es una enzima codificada en humanos por el gen TGS1.

## Interacciones
La proteína TGS1 ha demostrado ser capaz de interaccionar con:
- NCOA6[4][1]
- MED1[4]
- EP300[4]
- CREBBP[4]
- EED[5]